# Raquel Garcia i Ulldemolins
Raquel Garcia i Ulldemolins (Barcelona, 19 de febrero de 1972), conocida como Raquel Gu, es una ilustradora, traductora, autora de cómic y de humor gráfico española.

## Trayectoria
Licenciada en Filología Inglesa, Garcia trabajó como editora para Salvat hasta 2008 y después se estableció por su cuenta. Su primer libro se publicó en 2011, Canallades, tot el que sempre has sospitat dels nens i ells mai no t’explicaran (Canallades, todo lo que siempre has sospechado de los niños y ellos nunca te explicarán) y Carles Capdevila fue quien escribió el prólogo.
Entre sus colaboraciones se cuentan trabajos de ilustración, humor gráfico y colaboraciones en prensa y televisión, en medios como JotDown, TV3, Núvol, Principia, National Geographic,Time Out y editoriales como Edebe y Santillana. En TV3, participa en Els matins como comentarista y también hace ilustraciones en directo.
Ha sido ilustradora de portadas de libros, entre cuales destaca el diseño de la cubierta del libro Tombuctú de Paul Auster  en la editorial Quintetos. Ha colaborado en el blog de divulgación científica Mati y sus mateaventuras junto con la matemática y divulgadora científica Clara Grima. El blog fue galardonado con el premio bitácoras 2011.
En 2014, participó en la antología  Enjambre de la editorial Norma, creada con obras de autoras españolas de cómic. Además ha trabajado en otras áreas dentro de la ilustración, como por ejemplo, en libros infantiles. Su primera obra en este género fue  Dracàleg, un catàleg de dracs i dragones de Ediciones B. en 2015. Su última obra Estic estupenda! de la editorial Angle, publicada en noviembre de 2017. Fue una de las seis autoras, entre las que estaban Carla Berrocal y Ana Belén Rivero, que participaron en la exposición sobre el trabajo de Núria Pompeia en la Biblioteca Ignasi Iglésias - Can Fabra, durante el período de 2017-2018.